# Calanus
Pour le conseiller indien d'Alexandre le Grand, voir l'article Calanus (conseiller d'Alexandre).
Genre
Calanus est un genre de crustacés copépodes de la famille des Calanidae (ordre des Calanoida).

## Liste des espèces
Selon GBIF (30 août 2023) :
- Calanus aculeatus Brady, 1918
- Calanus affinis Dana, 1849
- Calanus agulhensis De Decker, Kaczmaruk & Marska, 1991
- Calanus anglicus Lubbock, 1857
- Calanus arcticus Baird, 1854
- Calanus australis Brodsky, 1959
- Calanus caudatus Krøyer, 1848
- Calanus chilensis Brodsky, 1959
- Calanus comptus Dana, 1852-1853
- Calanus crassus Dana, 1849
- Calanus curtus Dana, 1849
- Calanus danai Lubbock, 1860
- Calanus dorsalis (Rafinesque, 1815)
- Calanus euxinus Hulsemann, 1991
- Calanus finmarchicus (Gunnerus, 1770)
- Calanus flavipes Dana, 1849
- Calanus fonsecai Oliveira, 1945
- Calanus furcicaudus Dana, 1849
- Calanus glacialis Jaschnov, 1955
- Calanus helgolandicus (Claus, 1863)
- Calanus hyperboreus Krøyer, 1838
- Calanus inauritus Dana, 1849
- Calanus inconspicuus Lubbock, 1856
- Calanus jashnovi Hulsemann, 1994
- Calanus levis Dana, 1849
- Calanus magellanicus Dana, 1849
- Calanus marshallae Frost, 1974
- Calanus medius Dana, 1849
- Calanus melitensis Pintar, 1988
- Calanus nudus Dana, 1849
- Calanus pacificus Brodsky, 1948
- Calanus pellucidus Dana, 1849
- Calanus penicillatus Lubbock, 1856
- Calanus ponticus Krichagin, 1873
- Calanus propinquus Brady, 1883
- Calanus ragusensis Pintar, 1988
- Calanus rotundatus Dana, 1849
- Calanus setuligerus Dana, 1849
- Calanus simillimus Giesbrecht, 1902
- Calanus simplicicaudus Dana, 1849
- Calanus sinicus Brodsky, 1962
- Calanus torticornis (Brady, 1918)

## Systématique
Le nom valide complet (avec auteur) de ce taxon est Calanus Leach, 1816.
Calanus a pour synonymes :
- Cetochilus Roussel de Vauzeme, 1834
- Daphinia Rafinesque, 1815
- Diarthropus Brady, 1918
- Monoculus Gunnerus, 1765